# حزامية تشيلية
حزامية تشيلية (الاسم العلمي: Zostera chilensis) هي نوع من النباتات يتبع جنس الحزامية من الفصيلة الحزامية.